# Literatura de Japón

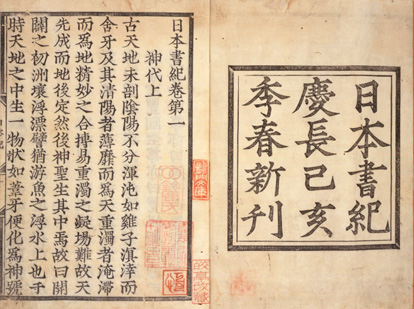
Páginas del Nihonshoki.

Las primeras obras de la literatura japonesa estuvieron fuertemente influenciadas por el contacto cultural con China y la literatura china, y a menudo se escribieron en chino clásico. La literatura india también influyó a través de la difusión del budismo en Japón. En el período Heian, la cultura original kokufū de Japón (literalmente, "cultura nacional") se desarrolló y la literatura también estableció su propio estilo. Tras la reapertura japonesa de sus puertos al comercio y la diplomacia occidentales en el siglo XIX, la literatura occidental ha influido en el desarrollo de los escritores japoneses modernos, mientras que a su vez han sido más reconocidos fuera de Japón, con dos premios Nobel hasta ahora.
No se conservan testimonios de una escritura autóctona japonesa. El japonés era, una lengua sin escritura o ágrafa hasta la llegada de los ideogramas chinos, los kanji, cuya introducción no se documenta hasta en el año 538, aunque sin duda, eran conocidos por los japoneses con mucha anterioridad. Por ello, las primeras muestras de literatura japonesa pertenecían a la tradición oral. 
Su origen, como el de otras culturas, se remonta a un conjunto de ritos donde folclor y religión conformaban una rica y antiquísima tradición oral. Alrededor del año 300 a. C. se documentan narraciones, canciones y danzas populares sobre los ciclos del cultivo del arroz que celebraban ya la llegada del dios en primavera o su despedida en el otoño. Con el tiempo estas canciones y relatos serían recogidos de manera escrita, formando parte de las primeras producciones literarias como el Kojiki, Nihonshoki y Fudoki o de las representaciones de teatro kabuki y el teatro.
Una figura importante en esta tradición oral primitiva fue la del kataribe. Se trataba de un recitador o recitadora de historias que cumplía la función de conservar y transmitir hechos, mitos y leyendas que una determinada comunidad consideraba parte esencial de su identidad. El de kataribe era un oficio con frecuencia desempeñado por mujeres probablemente asociadas a funciones chamanísticas. La expresión para describir su actividad era monogataru (contar cosas), base de los futuros monagatari o narraciones escritas que surgieron en la época Heian. La labor de los kataribe llegó a ser tan importante que, con el tiempo, algunos se profesionalizaron y llegaron a ocupar un puesto oficial en la Corte, creando lazos entre la literatura oral arcaica y la nueva literatura escrita.
Algunas expresiones del Japón antiguo, por su carácter mágico-religioso, no podían ser transcritas en caracteres extranjeros. Su conservación se realizaba en el yamato kotoba o palabras de Yamato, uno de los nombres del antiguo Japón. El género poético más antiguo, el waka, solo podía ser compuesto en el yamato kotoba, única lengua empleada por los kataribe. Este hecho suele interpretarse como una reacción ante la omnipresencia de la cultura china, en un afán por conservar la propia identidad y una pervivencia de la filosofía kotodama, el poder mágico de las palabras, de la que se nutría la antigua poesía oral.

## Los inicios
La transición de la antigua poesía oral a la nueva literatura escrita está representado por el Kojiki (Memorias de los sucesos de la humanidad) de 712 y Nihonshoki (Crónicas de Japón) del 720. Ambas obras constituyeron empresas oficiales, vinculadas al objetivo político de construir un país regido por un poder central y de entroncar las familias imperiales con las deidades del Japón antiguo, reuniendo datos históricos y tradicionales del linaje imperial y dejar una única historia para los descendientes. El Kojiki surgió del esfuerzo del Emperador Tenmu por compilar las narraciones orales del kataribe Hieda no Are, mientras que Nihonshoki fue encargado por la emperatriz Gensho, un intento de historia del Japón en treinta tomos.
La poesía del periodo Nara está representada por el Manyoshu (Colección de diez mil hojas) probablemente concluida en la segunda mitad del siglo VIII. Se desconoce la identidad de los antólogos, aunque se le atribuye al poeta Ōtomo no Yakamochi un papel importante. La colección reúne cerca de 4500 poemas de finales del siglo VII y la primera mitad del VIII. El Manyoshu representa el triunfo del poema breve: de los cuales 4200 eran poemas tanka, 260 choka y 60 sedoka, todos ellos escritos en caracteres chinos. La temática de estos poemas pueden agruparse en tres categorías: somonka (poemas de amor), banka (elegías) y zoka (misceláneos) dedicados a celebrar viajes, banquetes o leyendas. Entre los poetas destacados de esta antología se hallan, además del propio  Ōtomo no Yakamochi, Kakinomoto no Hitomaro (finales del siglo VII), Yamabe no Akahito (primera mitad del VIII), Yamanoue no Okura y Ōtomo no Tabito, considerados los "cinco grandes hombres del Manyô".

## Período clásico
El período Heian (794-1186) es considerado como la etapa clásica de la literatura japonesa. Es una época de decreciente interés hacia la cultura china que desde el siglo VI había moldeado de manera decisiva la cultura japonesa. En este lapso de tiempo se comenzó a escribir con caracteres japoneses, ya que anteriormente se utilizaban los caracteres chinos.
La literatura de la época Heian refleja los sólidos valores del mundo de la Corte y en ellas la combinación de artes plásticas y literatura hace difícil encuadrar las obras de artes en categorías estancas. Por otro lado, se trata de una producción literaria realizada tanto por hombres como por mujeres. Las damas japonesas, desde el mundo cerrado de sus alcobas y mansiones, ofrecerán una rica obra literaria llena de sensibilidad y, a veces, de humor.
Entre las obras destacables en la poesía, debe señalarse el Kokinshu (Colección de Poemas japoneses antiguos y modernos) antología ordenada por el emperador Daigo en 905. Esta antología representa la elevación a obra artística de uno de los géneros poético más antiguos y genuinos del Japón, el waka o canción japonesa, y, con ello, la reivindicación nacional y la afirmación de la identidad japonesa tras siglos de influencia china. El Kokinshu constituirá a la postre una especie de canon del clasicismo japonés. Junto al Kokinshu existieron otras antologías imperiales: Gosennshu (Colección escogida posteriormente) y el Shuyshu (Colección de fragmentos reunidos). Estas tres antología constituyen el Sanndayshu (Colección de los tres reinos), es decir Daigo, Murakami y Kwazan.

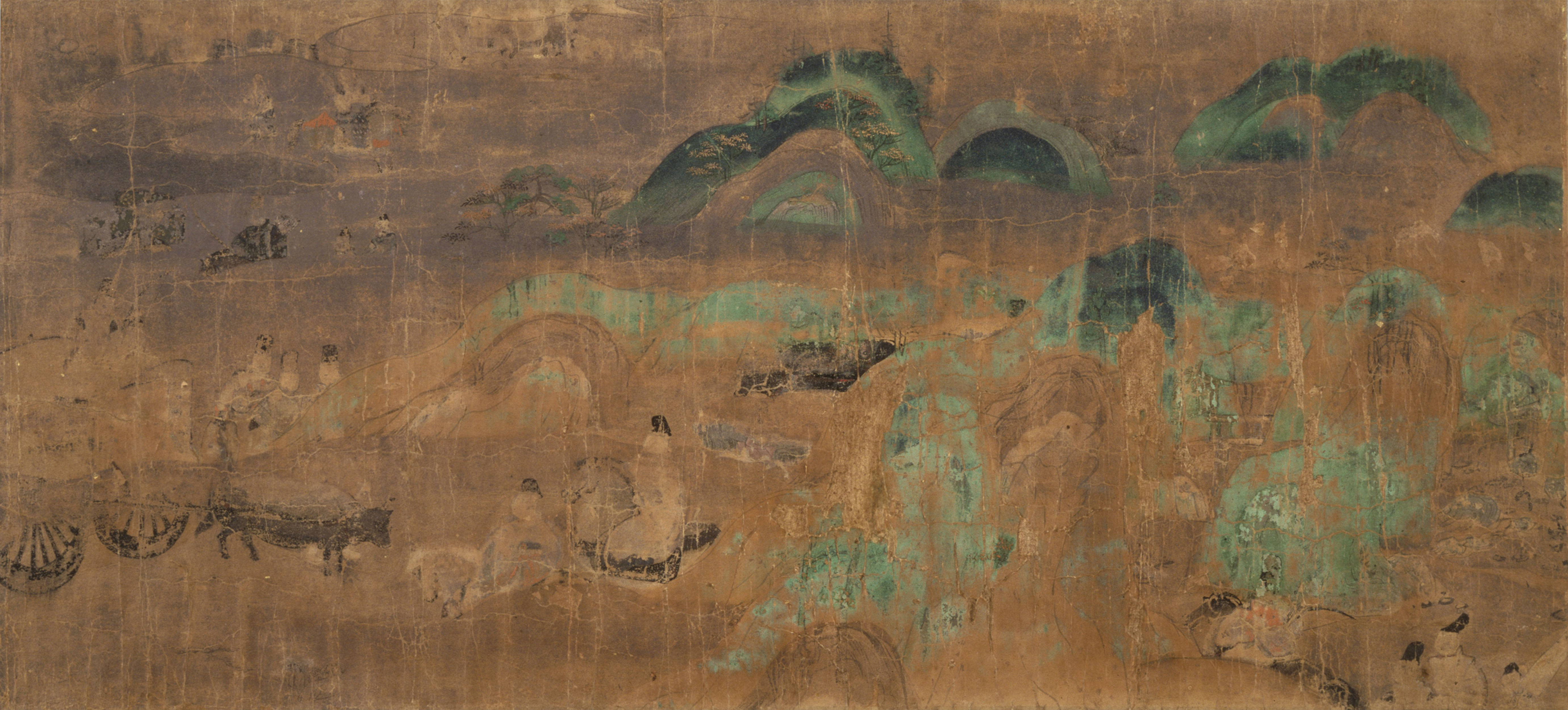
Escena del capítulo "SEKI YA", del pergamino ilustrado del Genji Monogatari.

En la prosa, en la época Heian sobresalen los diarios privados (nikki) y libros de impresiones (shôshi), el relato poético (uta monogatari) y la novela lírica.
Como obra cumbre de los nikki (diario) suele citarse el Tosa Nikki (Diario de Tosa), redactado en el año 935 por Ki no Tsurayuki. Especial importancia en estos géneros tuvo la literatura escrita por mujeres (Nyōbō Bungaku), en la que destaca la obra de Sei Shōnagon Makura no Sōshi (Libro de la almohada), escrita a principios del siglo XI. Libro autobiográfico, que muestra muchos rasgos de la cultura japonesa de la época, como el ideal de belleza de hombres y mujeres entre la aristocracia japonesa. Otros diarios privados escritos por mujeres de la época son el Diario de una mujer efímera de Fujiwara (siglo X), el Diario de Sarashina (mediados del XI) y el Diario de una dama de honor del siglo XII.
Bajo el nombre genérico de monogatari se inicia en el siglo X el género de relato breve escrito en kana. Entre los uta monogatari o narraciones con poemas intercalados encontramos los Ise Monogatari (Cantares de Ise) y los "Cantares del Yamato" (960). Los tsukuri-monogatari o relatos de ficción quedan representados por el Taketori Monogatari (Cuento del cortador de bambú).
La otra gran obra del periodo Heian, y sin duda una de las obras más importantes de la literatura japonesa de todos los tiempos, corresponde a una novela cortesana, el Genji Monogatari (La historia de Genji) de Murasaki Shikibu, aparecida en el año 1000. Se trata de un inmenso relato de más de 4000 páginas, que narra la historia del hijo de un mikado (emperador japonés) y que refleja los valores de la élite aristocrática del período Heian.
Lejos del refinamiento estético del mundo de Genji, encontramos a la "otra" sociedad en el Konjaku Monogatarishū (Cuentos de antaño), una recopilación de más de mil historias de China, la India y Japón. Estos manuscritos quedaron abandonados en un templo budista, hasta que fueron descubiertos en el siglo XVIII.
En la misma época debemos situar a Sugawara no Michizane, autor de Suga-ke Bunsō (菅家文草, 'Suga-ke Bunsō'?) escrito en 900 y el Suga-ke Goshū (菅家後集, 'Suga-ke Goshū'?) en 903 que introducen una tímida aparición de la literatura de crítica social.

## Período medio
Esta etapa que abarca de fines del siglo XII, hasta principios del siglo XVII, fue muy pobre, debido a las constantes guerras y hambrunas, hubo poca producción literaria la cual recayó sobre los monjes. Así, son de digna mención las obras Heike-monogatari (Cantar de los Taira) y Tsurezuregusa de Yoshida Kenkō.
En el siglo XIV aparecen las representaciones teatrales llamadas No, que tenían como propósito la exaltación patriótica y la propaganda religiosa, recordemos que la literatura de estos tiempos fue elaborada por monjes budistas.

## Aislamiento japonés
Los primeros europeos en tener contacto con la cultura japonesa, fueron los marinos, mercaderes y misioneros del siglo XVI. Ante estos primeros encuentros, los japoneses mostraron bastante tolerancia, incluso aceptando el catolicismo. Pero los dirigentes del país, el shogunato Tokugawa, desconfiaron de las intenciones de los europeos, expulsándolos y llevando al país a un aislamiento de más de 200 años.
Esta etapa dio inicio en el siglo XVII prolongándose hasta mediados del XIX, que fue cuando Japón abrió de nuevo sus puertas al mundo. Dentro de la producción literaria del país, se hace notable en cuanto a poesía, novela y teatro.
En la poesía, destaca Matsuo Bashō, quien compuso los haiku, pequeños poemas que con la mínima cantidad de palabras, se trata de expresar el máximo de cosas.
En cuanto a novela, destaca Saikaku Ihara, escritor de Hombre lascivo y sin linaje, su obra más conocida, donde se muestra un vivido reflejo de la vida de la época. Causa por la cual estuvo cerca de morir en la hoguera.
En el caso del teatro hubo dos tendencias distintas en ejecución, una el kabuki, representado por personas y el joruri, donde se empleaban marionetas. El más grande representante del teatro en esta época fue Chikamatsu Monzaemon.

## Período imperialista
Después de 250 años de aislamiento, con la llegada al poder de Meiji, los escritores gozaron de cierta libertad para escribir. Hubo evolución en el aspecto lingüístico, se simplificó la estructura del lenguaje japonés y se agregaron palabras para designar ideas tan comunes en Occidente como deporte o derechos humanos. Esto gracias a la disposición del país a aprender del mundo occidental, siendo los escritores los principales promotores de la comunicación entre la cultura japonesa y la ciencia occidental.
Ryunosuke Akutagawa, cuentista que recuperó la obra de Cuentos de antaño, entre los cuales podemos destacar el cuento titulado El tabaco y el demonio, donde se explica como fue introducido el tabaco en el Japón. Otro de esos cuentos es El biombo del infierno, donde induce al lector a reflexionar sobre qué es la belleza de Japón.

## Posguerra
Inmediatamente después de que Hiroshima y Nagasaki fueran bombardeadas por Estados Unidos en la Segunda Guerra Mundial (1939-1945), Japón se rindió.
Los cambios sociales, políticos e ideológicos, dieron pie al surgimiento de una nueva generación de escritores, así como al surgimiento de dibujantes que se basaron en novelas antiguas para crear un nuevo género literario que mezclaba la historieta occidental con la ancestral historia nipona: el manga. 
De entre todos ellos destacan Osamu Dazai, Yasunari Kawabata  y Yukio Mishima. Entre las obras de Osamu Dazai, podemos mencionar El sol que declina y Ya no humano, las dos en parte autobiográficas, donde critica la hipocresía del mundo moderno. Yukio Mishima, gran figura de este período, escribió Confesiones de una máscara, El pabellón de oro, El mar de la fertilidad, entre otras. Cuando entregó esta última obra al editor, una hora después se hizo el seppuku, en protesta a la democracia occidental que no toleraba.
Junichiro Tanizaki tiene una importancia crucial para la novela contemporánea japonesa con su obra cumbre aparecida precisamente al comenzar la posguerra: Las hermanas Makioka (1947). Escribió todas sus novelas alrededor de un solo tema: el sexo. 

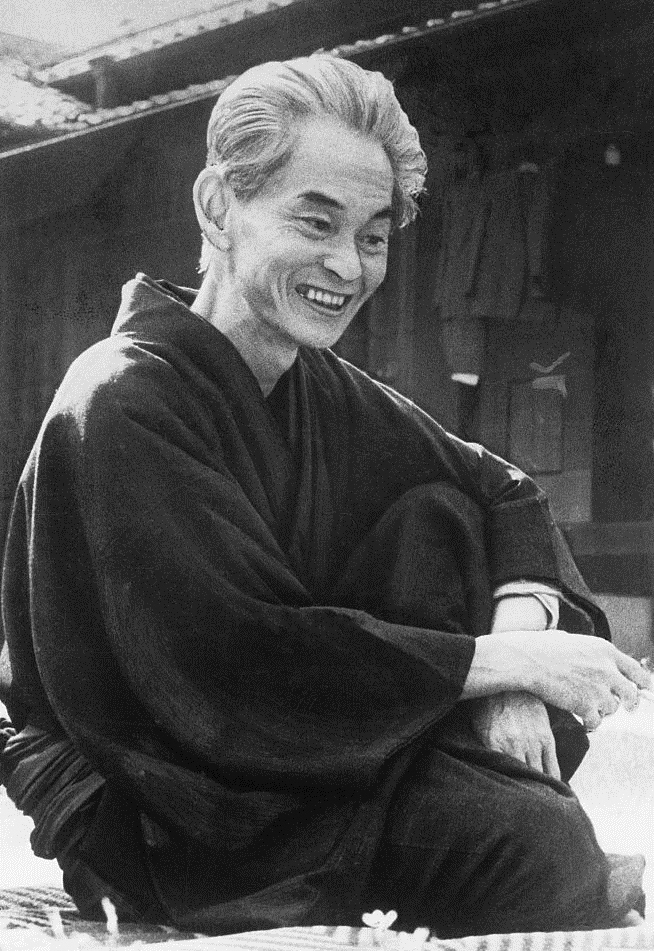
Kawabata en 1968.

Por su parte, Yasunari Kawabata se centró en el amor no correspondido. En 1968, este escritor fue el primer nipón en ganar el premio Nobel de Literatura. Una de sus obras más conocidas fue Mil grullas, basado en el Romance de Genji, pero en un contexto moderno. Se suicidó en 1972.
Masuji Ibuse publicó Lluvia negra, de la cual hay una versión cinematográfica, Shintarō Ishihara escribió La tribu del sol, Seicho Matsumoto creó Niebla negra, y Akiyuki Nosaka las novelas cortas La tumba de las luciérnagas y Las algas americanas. 
En cuanto al manga, surgieron dibujantes y escritores en todo Japón, formando un gran equipo que llevaron la cultura japonesa al resto del mundo con sus libros. El más destacado sin lugar a dudas es Osamu Tezuka, creador de Mangas como Buda y Fénix.

## Vanguardias
Se considera este período a partir de los Juegos Olímpicos de Tokio en 1964, fecha que marca la apertura de Japón al mundo, momento en que se abre paso una mentalidad cosmopolita y moderna.
Entre los escritores de estos tiempos podemos mencionar a Kōbō Abe, autor de La pared, catalogada como la obra más vanguardista de la literatura del Japón.
Kenzaburo Oe fue el segundo autor japonés en obtener el premio Nobel de Literatura, en 1994. Obras como Nuestro Tiempo y Una experiencia personal muestran gran evolución en su estilo, debido mayormente a sus vivencias. 
Otro escritor destacado es Shūsaku Endō, cuyo prestigio está basado en dos de sus obras, Silencio y El Samurai, que han causado gran polémica en su país. 

### De los años 1980 a los 2010

#### La subcultura
En la generación literaria de la «subcultura» se integran Banana Yoshimoto y Haruki Murakami. 

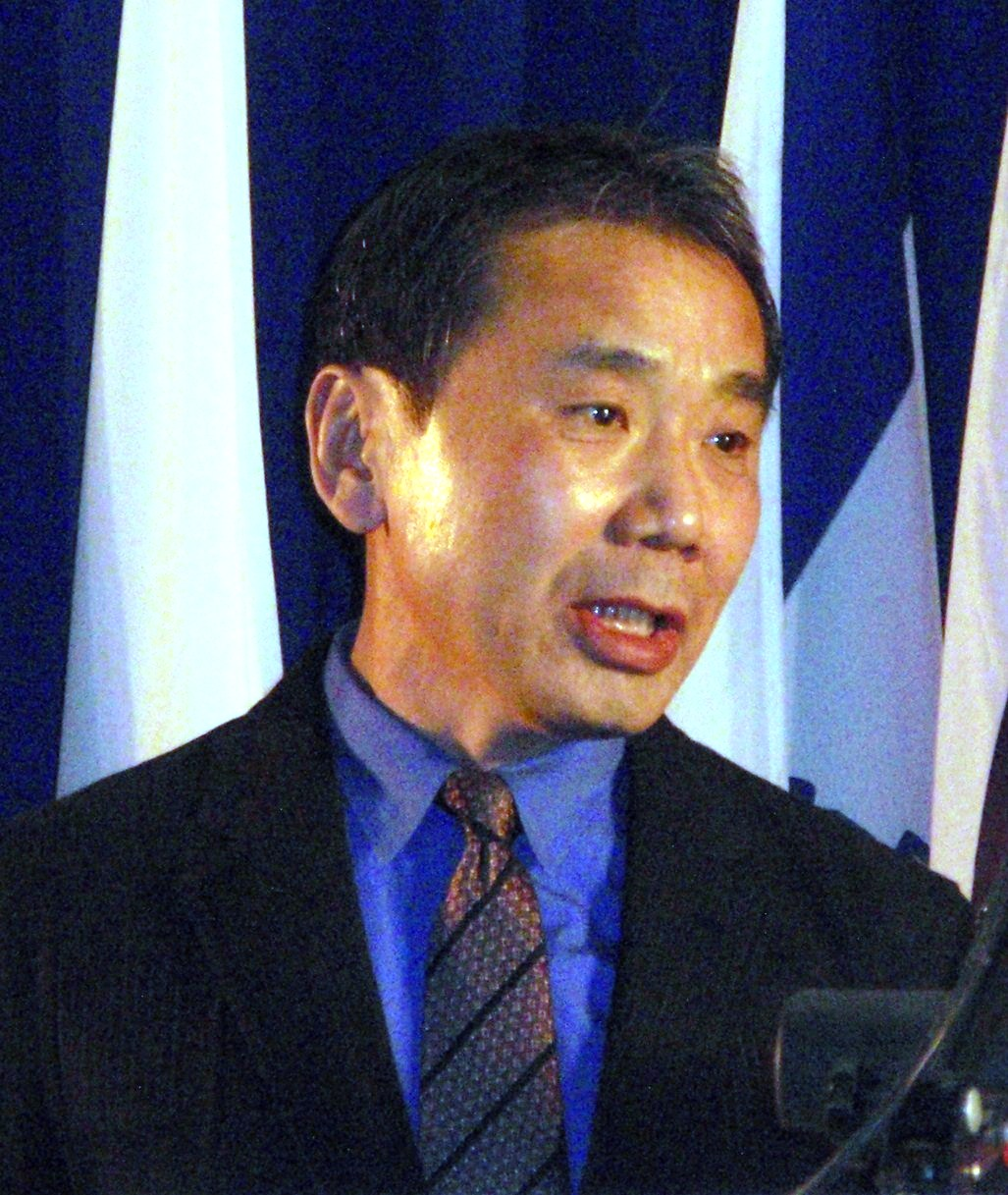
Haruki Murakami en 2009.

Haruki Murakami (n. 1949), con su obra general, es catalogado como uno de los nombres más importantes en el surrealismo japonés. La obra de Murakami, traducida a más de cincuenta lenguas, es desconcertante. En sus novelas resulta imposible imaginar la continuidad de la trama, que suele ser irrelevante. La obra que lo popularizó es Tokio Blues (1987), en la que se narra el proceso de maduración de Toru Watanabe, al son de la música de los años 1960, en especial los Beatles y su «Norwegian Wood» (a esa canción hace referencia el título original de la novela, Noruwei no mori, «Bosque de Noruega»), y de su amor hacia una bella suicida, Midori. Los personajes son antológicos, desde la inocencia pícara de Midori o la moribundez de su padre, hasta las diferencias entre los trágicos griegos Eurípides y Sófocles o las similitudes entre los médicos y pacientes del hospital psiquiátrico. 
Crónica del pájaro que da cuerda al mundo (1995) trata un tema parecido al de Hogueras en la llanura (1951) de Shōhei Ōoka, las difíciles condiciones vividas por los soldados y las secuelas que sufren después de participar en combate: el señor Honda, tras haber quedado casi sordo en la batalla de Jaljin Gol (1939) contra la Unión Soviética, al tiempo que la invasión alemana de Polonia daba origen a lo que sería la Segunda Guerra Mundial, es sin embargo capaz de escuchar a los espíritus.

#### El manga
El manga obtuvo su auge en los años ochenta, con la aparición de mangakas como Akira Toriyama, Masami Kurumada, Yoshihiro Togashi, Rumiko Takahashi, Nobuhiro Watsuki, Hiroyuki Takei y Eiichiro Oda.

### La novela ligera
La novela ligera, un género literario de gramática simple asociado por al género pulp de origen norteaméricano, es un género muy ligado al mundo manga y al anime, siendo su origen Record of Lodoss War de Ryo Mizuno, publicado entre 1986 y 1989. Volviéndose popular a partir de la década de los 2000, como la serie de novelas de Suzumiya Haruhi de Nagaru Tanigawa, Sword Art Online de Reki Kawahara, Overlord de Kugane Maruyama, Re:Zero de Tappei Nagatsuki, Violet Evergarden de Kana Akatsuki, KonoSuba! de Natsume Akatsuki, 86: Eighty-Six de Asato Asato, todas adaptadas al manga y al anime, con temáticas parecidas a estos con subgéneros como fantasía, ciencia ficción, romance, etc.

## Formas literarias
- el relato/ cuento/ epopeya o monogatari
- la anécdota o setsuwa
- las memorias/ diario o nikki
- la poesía de corte o waka y tanka
- los cantos o uta
- los relatos de viaje
- el poema corto o haiku
- el ensayo shi-shōsetsu o zuihitsu
- la novela moderna o shōsetsu
- el manga
- la novela ligera

## Autores significativos y obras

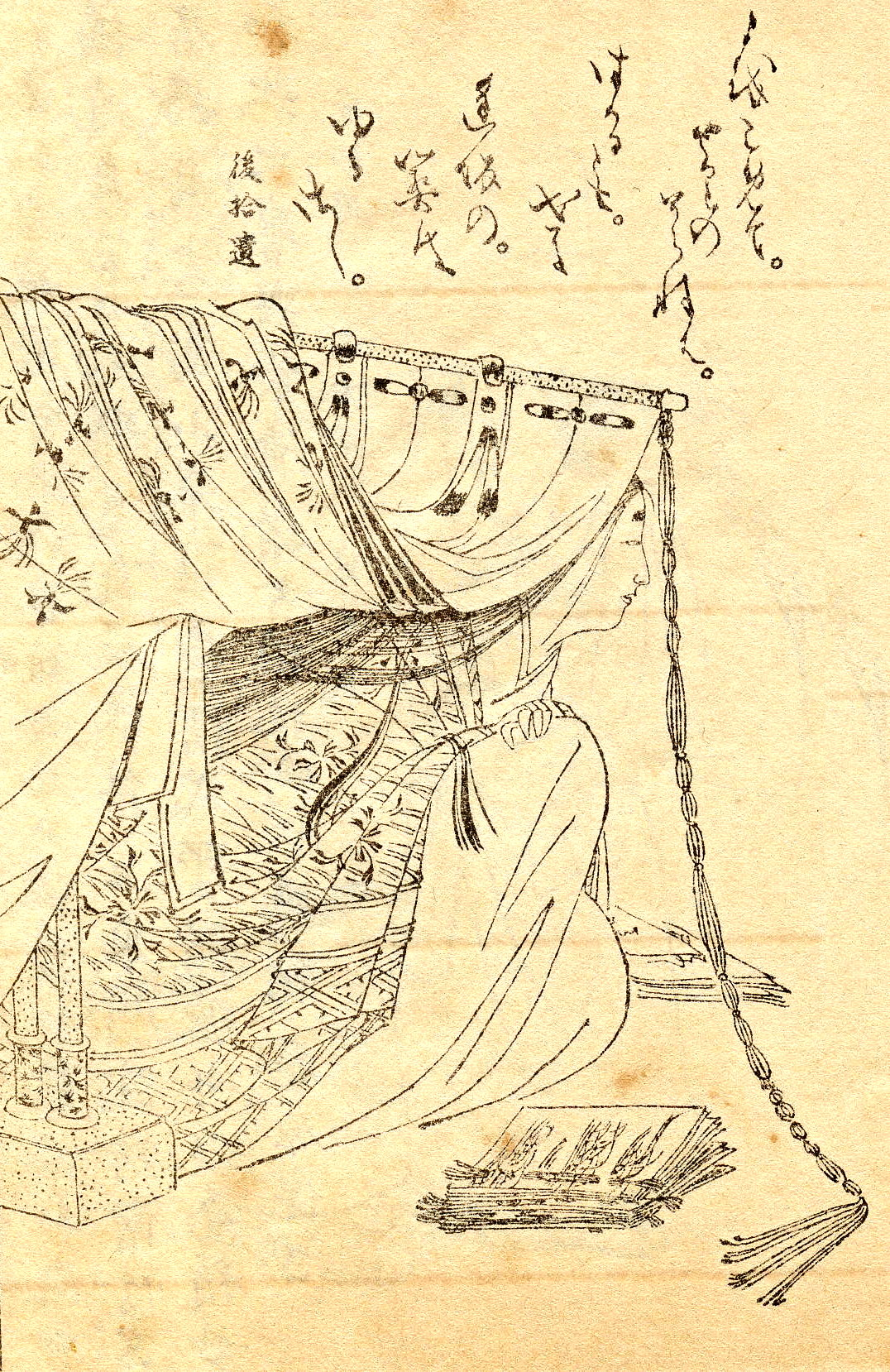
Sei Shōnagon.

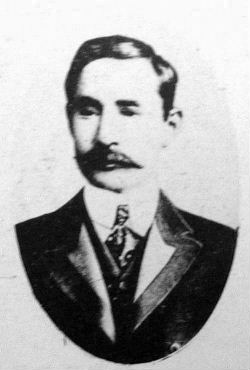
Natsume Sōseki.

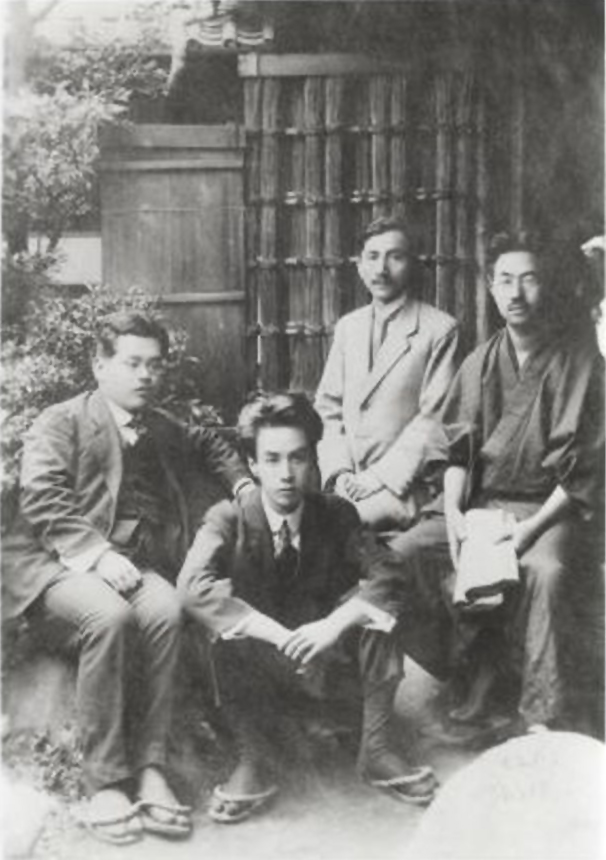
Al centro, Ryunosuke Akutagawa.

Algunos autores famosos y obras literarias destacadas, son listadas en orden cronológico a continuación:
Literatura clásica
- Autor desconocido: Cantares de Ise
- Sei Shōnagon (~966 - 10??): Libro de la almohada
- Murasaki Shikibu (973 - 1025): El príncipe Genji

Literatura del período medio
- Heike-monogatari (1371)

Literatura moderna
- Ihara Saikaku (1642 - 1693)
- Matsuo Bashō (1644 - 1694)
- Chikamatsu Monzaemon (1653 - 1725)
- Ueda Akinari (1734 - 1809)
- Santo Kyoden (1761 - 1816)
- Jippensha Ikku (1765 - 1831)
- Kyokutei Bakin (1767 - 1848)

Literatura contemporánea
- Mori Ogai (1862 - 1922)
- Ozaki Koyo (1867 - 1903)
- Natsume Sōseki (1867 - 1916)
- Izumi Kyoka (1873 - 1939)
- Yosano Akiko (1878 - 1942)
- Shiga Naoya (1883 - 1971)
- Ishikawa Takuboku (1886 - 1912)
- Tanizaki Junichiro (1886 - 1965)
- Akutagawa Ryunosuke (1892 - 1927)
- Eiji Yoshikawa (1892 - 1962)
- Kaneko Mitsuharu (1895 - 1975)
- Miyazawa Kenji (1896 - 1933)
- Kuroshima Denji (1898 - 1943)
- Tsuboi Shigeji (1898 - 1975)
- Ibuse Masuji (1898-1993)
- Ishikawa Jun (1899 - 1987)
- Kawabata Yasunari (1899 - 1972)
- Miyamoto Yuriko (1899 - 1951)
- Tsuboi Sakae (1900 - 1967)
- Oguma Hideo (1901 - 1940)
- Kobayashi Takiji (1903 - 1933)
- Fumiko Hayashi (1903 - 1951)
- Ishikawa Tatsuzo
- Dezs J (1908 - )
- Dazai Osamu (1909 - 1948)
- Endo Shusaku (1923 - 1996)
- Abe Kobo (1924 - 1993)
- Mishima Yukio (1925 - 1970)
- Akiyuki Nosaka (1930 - 2015)
- Inoue Hisashi (1933 -)
- Yasutaka Tsutsui (1934 -)
- Oe Kenzaburo (1935 - 2023)
- Nakagami Kenji (1946 - 1992)
- Murakami Haruki (1949 -)
- Murakami Ryu (1952 -)
- Banana Yoshimoto (1964 -)